# Soir d'été sur la plage de Skagen – L'artiste et sa femme
Soir d'été sur la plage de Skagen – l'artiste et sa femme (danois : Sommeraften ved Skagens strand. Kunstneren og hans hustru) est une peinture de 1899 de Peder Severin Krøyer. Parmi les œuvres les plus célèbres des peintres de Skagen, elle représente Krøyer avec sa femme Marie et son chien Rap se promenant sur la plage au clair de lune.

## Contexte
Les peintres de Skagen sont un groupe soudé d'artistes principalement danois qui se réunissaient chaque été à partir de la fin des années 1870 dans le village de pêcheurs de Skagen, dans l'extrême nord du Jutland, pour y peindre les pêcheurs locaux et leurs propres rassemblements. Peder Severin Krøyer y arrive en 1882, devenant rapidement le membre le plus en vue du groupe.
En 1895, dans une lettre à son ami Oscar Björck, Krøyer écrit : « Je pense aussi à peindre un grand portrait de ma femme et moi ensemble - mais pour cela il me faudra certainement du beau temps, donc ce ne sera pas cette année ». En fait, c'est quatre ans plus tard, à l'été 1899, qu'il crée enfin son grand tableau. Il s'agit peut-être d'une œuvre dédiée à ses dix ans de mariage avec Marie Triepcke, comme illustré dans un certain nombre de photographies et de croquis qu'il a utilisés comme base pour l'œuvre.

## Description de la peinture
Le résultat final présente un ton plutôt mélancolique. Malgré le cadre magnifique, Marie semble distante, disparaissant dans le clair de lune bleu. Même la faible silhouette de Krøyer semble avoir du mal à la soutenir sur son bras tandis que la figure la plus proche de toutes est le fidèle chien de Krøyer, Rap.

## Réception
Après que Krøyer a  travaillé sur la peinture tout au long de l'été, il la soumet à l'exposition de printemps de Charlottenborg en 1900. Elle n'est pas très bien accueillie, critiquée comme banale. En fait, il présente la demi-lumière bleue, un favori des symbolistes qui croyaient que l'heure crépusculaire annonçait la venue de la Mort.
En 1907, Krøyer exprime ses propres sentiments à propos des soirées de Skagen : « Skagen peut paraître terriblement terne sous la lumière du soleil ... mais quand le soleil se couche, quand la lune se lève de la mer, ... avec les pêcheurs debout sur la plage et les couteaux naviguant avec des voiles desserrées ... ces dernières années, c'est le moment que j'aime le plus ». Quelques mois après l'exposition de printemps, Krøyer est admis à l'hôpital psychiatrique de Middelfart après avoir subi une dépression nerveuse.